# Unțești
Unţeşti è un comune della Moldavia situato nel distretto di Ungheni di 1.784 abitanti al censimento del 2004.